# Paulus III
Paulus III, född Alessandro Farnese 29 februari 1468 i Canino, död 10 november 1549 i Rom, var påve från den 13 oktober 1534 till sin död den 10 november 1549. Han lät bygga Palazzo Farnese.

## Biografi
Påve Alexander VI utsåg 1493 Farnese till kardinaldiakon med Santi Cosma e Damiano som titelkyrka. 1534 valdes den 66-årige kardinalen till påve. Som sådan iakttog han en försiktig, avvaktande hållning och skaffade sig inga närmare förtrogna. Under ett årtionde fullföljde han med framgång det diplomatiska konststycket att balansera mellan Frans I och Karl V. Hans måttlösa nepotism kom honom att gång på gång lägga hinder i vägen för Karl V:s fulla seger över protestantismen i Tyskland.
Paulus III påbörjade den stora reformen genom att till kardinaler utnämna en del katolska reformvänner. Genom framförallt kardinal Gasparo Contarini lät han så utarbeta en "tankeskrift om den kyrkliga reformen" (Consilium de emendanda ecclesia). Reformen kom dock inte på det åsyftade sättet; istället trädde motreformationen fram. 
Efter en omfattande ikonoklasm i England, som kulminerade med att Sankt Thomas a Beckets helgonskrin i katedralen i Canterbury vandaliserades, beslutade påven också att bannlysa kung Henrik VIII av England en andra gång. (Henrik hade tidigare bannlysts av Clemens VII i samband med att kungen försökt upplösa sitt äktenskap med Katarina av Aragonien.)

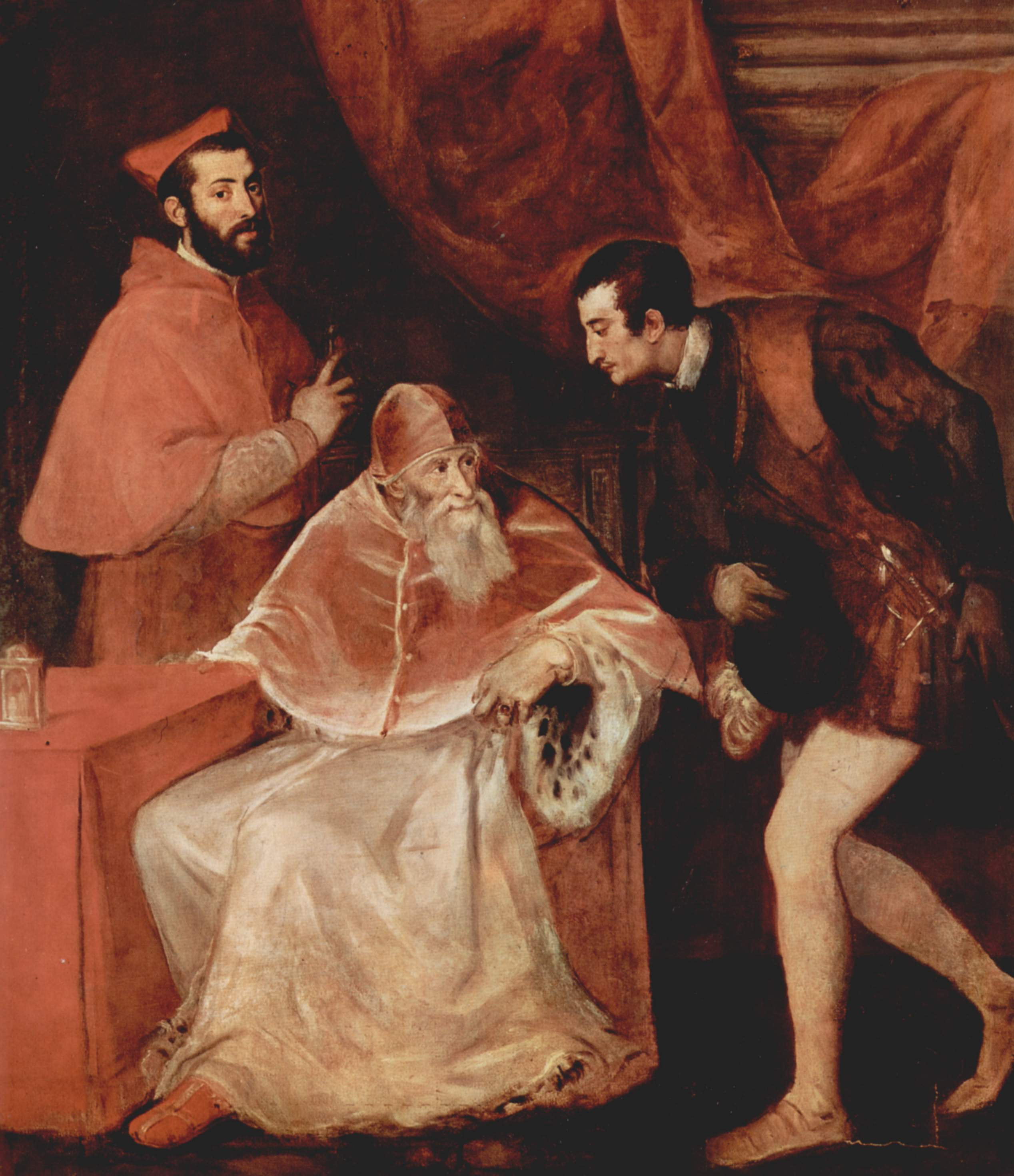
Påve Paulus och hans sonsöner kardinal Alessandro Farnese och hertig Ottavio Farnese målad av Tizian.

1540 stadfäste Paulus jesuitorden. 1542 utgav han bullan Licet ab initio, som återupprättade den påvliga inkvisitionen och betecknade den romerska kyrkans vändning till en medveten kamp mot all protestantism. Samma år började han det stora utrotningskriget mot protestanterna i Italien. Sedan de fredliga utjämningsförsökens tid tagit slut med religionssamtalet i Regensburg 1541, tog Paulus den av honom förut fruktade, av Karl V fordrade, koncilietanken i egna händer och sammankallade 1545 det under påvlig ledning stående motreformatoriska konciliet till Trident (tridentinska mötet).
Paulus III vilar i Peterskyrkan. Hans gravmonument utfördes av Guglielmo della Porta.

## Dramatiserade skildringar av Paulus III
I TV-serien The Tudors spelas Paulus III av den irländske skådespelaren Peter O'Toole.